# الدين في سويسرا

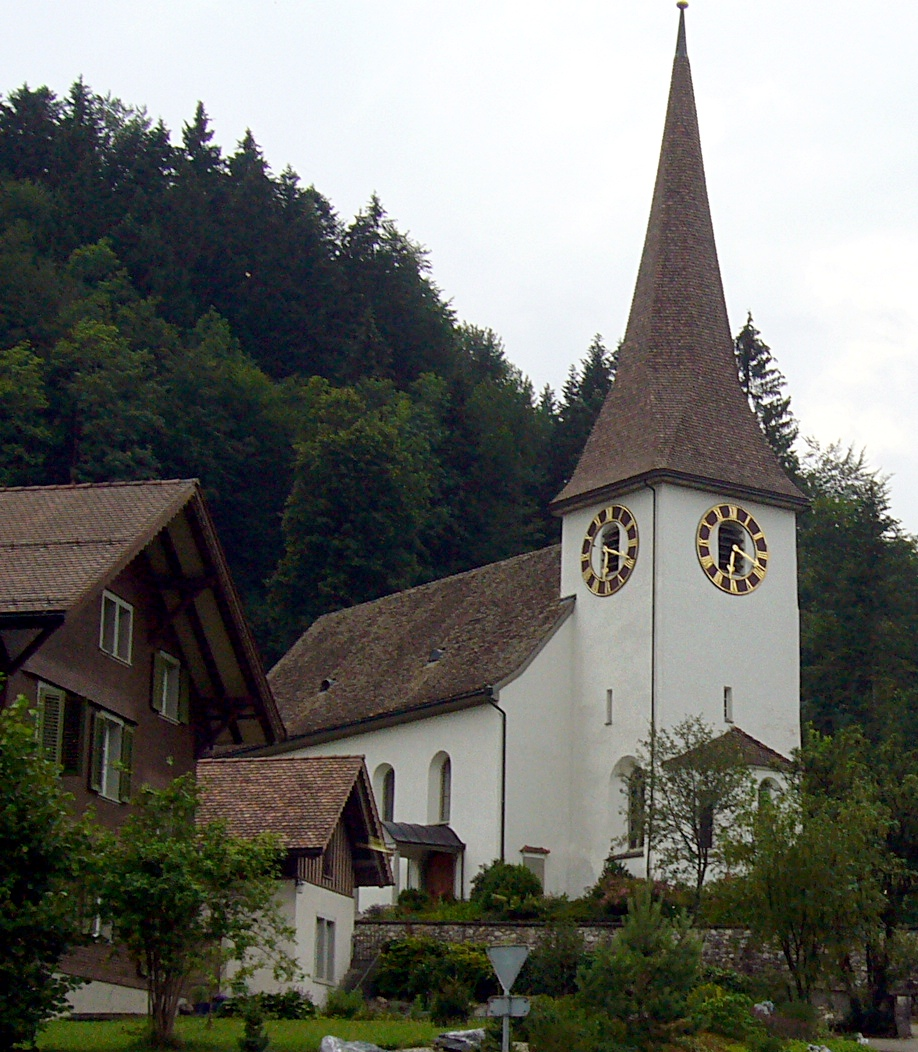

الدين في سويسرا بحسب الأغلبية هو المسيحية وفقًا للمسح الوطني للمكتب الإحصائي الفيدرالي السويسري بنسبة 61% منهم 33.8% كاثوليك و21.8% بروتستانت و5.6% مسيحيون تابعون لطوائف أخرى. انخفضت نسبة المسيحيون السويسريون منذ عام 1980 إذ كانت نسبة الديانة المسيحية آنذاك 94% من السكان، وارتفعت نسبة اللادينيون من 4% إلى 31% كما ارتفعت نسبة السويسريين معتنقي الديانات الأخرى من 1% إلى 7%.
وفقًا لسجلات الكنائس في عام 2020 فإن نسبة الكاثوليك المُسجلين هي 35.2% ونسبة البروتستانيين 23.3% من السكان في سويسرا. تعتبر سويسرا دولة لا دينية في قوانينها على الرغم من أن كافة مدنها عدا جينيف ونوشاتيل تعترف بالكنائس الرسمية الكاثوليكية والبروتستانية. ويبلغ عدد المسلمين في سويسرا 390 ألف شخص

## الأديان

### الديانة المسيحية
تشكل الديانة المسيحية نسبة 61% من السويسريين منهم 33.8% كاثوليك و 21.2% بروتستانت و 5.6% من الطوائف المسيحية الأخرى بما في ذلك المسيحيين الأرثوذكس واللوثريين والإنجيليين غير الطائفيين وشهود يهوه والحركات المسيحية الأخرى.

### الديانات الأخرى
يُعد الإسلام ثاني أكبر ديانة في سويسرا بعد الديانة المسيحية إذ يعتنقه 5.4% من السكان، ينحدر المسلمون السويسريون في الغالب من أصول أجنبية (معظمهم من أصول عربية في مناطق غالو الرومانسية أو قد تكون أصولهم تركية أو إيرانية الموجودة في المناطق الجرمانية)، على الرغم من وجود عدد متزايد من السويسريين الأصليين المتحولين من الديانة المسيحية إلى الإسلام.
يُشكل اليهود 0.2% من سكان سويسرا وفقًا للمسح الهيكلي الوطني لعام 2020، وتشمل الديانات الأخرى الموجودة في البلاد الهندوسية والبوذية.
يوجد في البلاد أيضًا العديد من الحركات الدينية الجديدة، من بينها واحدة من أكثر الحركات تأثيرًا هي الأنثروبولوجيا المشتقة من الثيوصوفيا، التي تأسست على يد عالم التنجيم النمساوي رودولف شتاينر في عشرينيات وثلاثينيات القرن الماضي.
| الانتماء                                 | النسبة المئوية من سكان سويسرا | النسبة المئوية من سكان سويسرا |
| ---------------------------------------- | ----------------------------- | ----------------------------- |
| مسيحيون                                  | 71.5                          | 71.5                          |
| الرومان الكاثوليك                        | 38.0                          | 38                            |
| البروتستانتية السويسرية                  | 26.0                          | 26                            |
| الأرثوذكسية الشرقية                      | 2.2                           | 2.2                           |
| الإنجيلية                                | 1.7                           | 1.7                           |
| لوثرية                                   | 1.0                           | 1                             |
| أنجليكانية                               | 0.1                           | 0.1                           |
| الكاثوليكية القديمة أو طوائف مسيحية أخرى | 2.5                           | 2.5                           |
| الديانات غير المسيحية                    | 6.5                           | 6.5                           |
| المسلمون                                 | 5.0                           | 5                             |
| البوذية                                  | 0.5                           | 0.5                           |
| الهندوسية                                | 0.5                           | 0.5                           |
| اليهودية                                 | 0.2                           | 0.2                           |
| غيرها من الطوائف غير المسيحيين           | 0.3                           | 0.3                           |
| لادينية*                                 | 22.0                          | 22                            |
| المجموع                                  | 100                           | 100                           |